# Zimbabwe nos Jogos Olímpicos de Verão de 2008
O Zimbabwe ou Zimbábue competiu nos Jogos Olímpicos de Verão de 2008, em Pequim, na China.
Kirsty Coventry, que obteve uma medalha de ouro na natação nos Jogos Olímpicos de 2004 em Atenas, esteve entre os representantes do país. Em Pequim, Coventry obteve todas as medalhas conquistadas pelo país sendo uma de ouro e três de prata, levando o Zimbábue a 38ª posição no quadro geral de medalhas.

## Medalhistas
| Atleta          | Esporte | Evento                | Medalha |
| --------------- | ------- | --------------------- | ------- |
| Kirsty Coventry | Natação | 200 m costas feminino | Ouro    |
| Kirsty Coventry | Natação | 400 m medley feminino | Prata   |
| Kirsty Coventry | Natação | 100 m costas feminino | Prata   |
| Kirsty Coventry | Natação | 200 m medley feminino | Prata   |

## Desempenho

### Atletismo
Masculino
| Atleta                  | Evento             | Preliminares | Preliminares | Quartas     | Quartas     | Semifinal   | Semifinal   | Final         | Final         |
| Atleta                  | Evento             | Marca        | Posição      | Marca       | Posição     | Marca       | Posição     | Marca         | Posição       |
| ----------------------- | ------------------ | ------------ | ------------ | ----------- | ----------- | ----------- | ----------- | ------------- | ------------- |
| Brian Dzingai           | 200 metros         | 20s25        | 1º           | 20s23       | 1º          | 20s17       | 5º          | 20s22         | 4º            |
| Lewis Banda             | 400 metros         | 46s76        | 47º          | Não avançou | Não avançou | Não avançou | Não avançou | Não avançou   | Não avançou   |
| Young Talkmore Nyongani | 400 metros         | 45s89        | 30º          | Não avançou | Não avançou | Não avançou | Não avançou | Não avançou   | Não avançou   |
| Cuthbert Nyasango       | 10000 metros       |              |              |             |             |             |             | Não completou | Não completou |
| Mike Fokoroni           | Maratona           |              |              |             |             |             |             | 2h13m17s      | 11º           |
| Ngonidzashe Makusha     | Salto em distância | 8,14m        | 5º           |             |             |             |             | 8,19m         | 4º            |

Feminino
| Atleta         | Evento   | Final    | Final   |
| Atleta         | Evento   | Marca    | Posição |
| -------------- | -------- | -------- | ------- |
| Tabitha Tsatsa | Maratona | 2h37m10s | 49º     |

### Ciclismo Mountain Bike
Masculino
| Atleta        | Evento        | Final     | Final   |
| Atleta        | Evento        | Tempo     | Posição |
| ------------- | ------------- | --------- | ------- |
| Antipas Kwari | Cross-country | -6 voltas | 48º     |

### Natação
Feminino
| Kirsty Coventry | 100 m costas    | 59s00   | 1º  | 58s77       | 1º          | 59s19       | Medalha de prata |             |             |
| Kirsty Coventry | 200 m costas    | 2m06s76 | 1º  | 2m07s76     | 1º          | 2m05s24     | Medalha de ouro  |             |             |
| Kirsty Coventry | 200 m medley    | 2m12s18 | 3º  | 2m09s53     | 1º          | 2m08s59     | Medalha de prata |             |             |
| Kirsty Coventry | 400 m medley    | 4m36s43 | 7º  |             |             | 4m29s89     | Medalha de prata |             |             |
| Heather Brand   | 100 m borboleta | 1m01s39 | 42º | Não avançou | Não avançou | Não avançou | Não avançou      | Não avançou | Não avançou |

### Remo
Feminino
| Equipe     | Evento        | Eliminatórias | Eliminatórias | Quartas | Quartas  | Semifinal | Semifinal | Final   | Final    |
| Equipe     | Evento        | Tempo         | Posição       | Tempo   | Posição  | Tempo     | Posição   | Tempo   | Posição  |
| ---------- | ------------- | ------------- | ------------- | ------- | -------- | --------- | --------- | ------- | -------- |
| Elana Hill | Skiff simples | 8m35s53       | 3º Q          | 8m20s84 | 6º S C/D | 8m34s27   | 6º FE     | 8m09s94 | 3º (25º) |

### Tênis
Feminino
| Cara Black | Simples | SRB J. Jankovic D 3-6, 3-6 | Não avançou | Não avançou | Não avançou | Não avançou | Não avançou | Não avançou | Não avançou | Não avançou | Não avançou | Não avançou | Não avançou |

### Triatlo
Masculino
| Atleta        | Evento    | Natação | Natação | Ciclismo | Ciclismo | Corrida | Corrida | Total      | Posição final |
| Atleta        | Evento    | Tempo   | Posição | Tempo    | Posição  | Tempo   | Posição | Total      | Posição final |
| ------------- | --------- | ------- | ------- | -------- | -------- | ------- | ------- | ---------- | ------------- |
| Chris Felgate | Masculino | 18:21   | 26º     | 1:17:49  | 42º      | 36:09   | 42º     | 1:54:31.61 | 42º           |

Legenda
| Recorde mundial      | Recorde mundial (World record)               |                       | Recorde africano                      | Recorde africano (African) |                                           | Q | Classificado por posição (Qualified) |
| Recorde olímpico     | Recorde olímpico (Olympic record)            | Recorde da América    | Recorde da América (Americas)         | q                          | Classificado por melhor tempo (Qualified) |   |                                      |
| Melhor marca do ano  | Melhor marca do ano (World leading)          | Recorde asiático      | Recorde asiático (Asian)              | DNS                        | Não largou (Did not start)                |   |                                      |
| Recorde nacional     | Recorde nacional (National record)           | Recorde europeu       | Recorde europeu (European)            | DNF                        | Não terminou (Did not finish)             |   |                                      |
| Recorde pessoal      | Recorde pessoal do atleta (Personal best)    | Recorde da Oceania    | Recorde da Oceania (Oceania)          | DSQ / DQ                   | Desclassificado (Disqualified)            |   |                                      |
| Recorde da temporada | Recorde da temporada do atleta (Season best) | Recorde sul-americano | Recorde sul-americano (South America) | NM                         | Sem marca (No mark)                       |   |                                      |

### Remo
| S | Classificado(a) para as semifinais |    |                        | FA | Final A (disputa de medalhas) |  |  | FD | Final D (sem medalhas) |
| Q | Classificado(a) para as quartas    | FB | Final B (sem medalhas) | FE | Final E (sem medalhas)        |  |  |    |                        |
| R | Classificado(a) para a repescagem  | FC | Final C (sem medalhas) | FF | Final F (sem medalhas)        |  |  |    |                        |